# Перелік українських закладів освіти за межами України
Перелік містить закордонні заклади освіти всіх рівнів, а також громадські організації, у яких викладається українська мова. Окремі із наведених у переліку шкіл співпрацюють із Міжнародною українською школою і мають можливість запропонувати своїм учням, окрім вивчення української, здобути освіту українського зразка і офіційні документи державного зразка, які підтверджують здобуті освітні рівні. У 2021 році
Міжнародний інститут освіти, культури та зв'язків з діаспорою Національного університету «Львівська політехніка» запустив Портал «Український освітній всесвіт», на якому розміщено інтерактивну карту українських освітніх закладів у світі

## Австралія

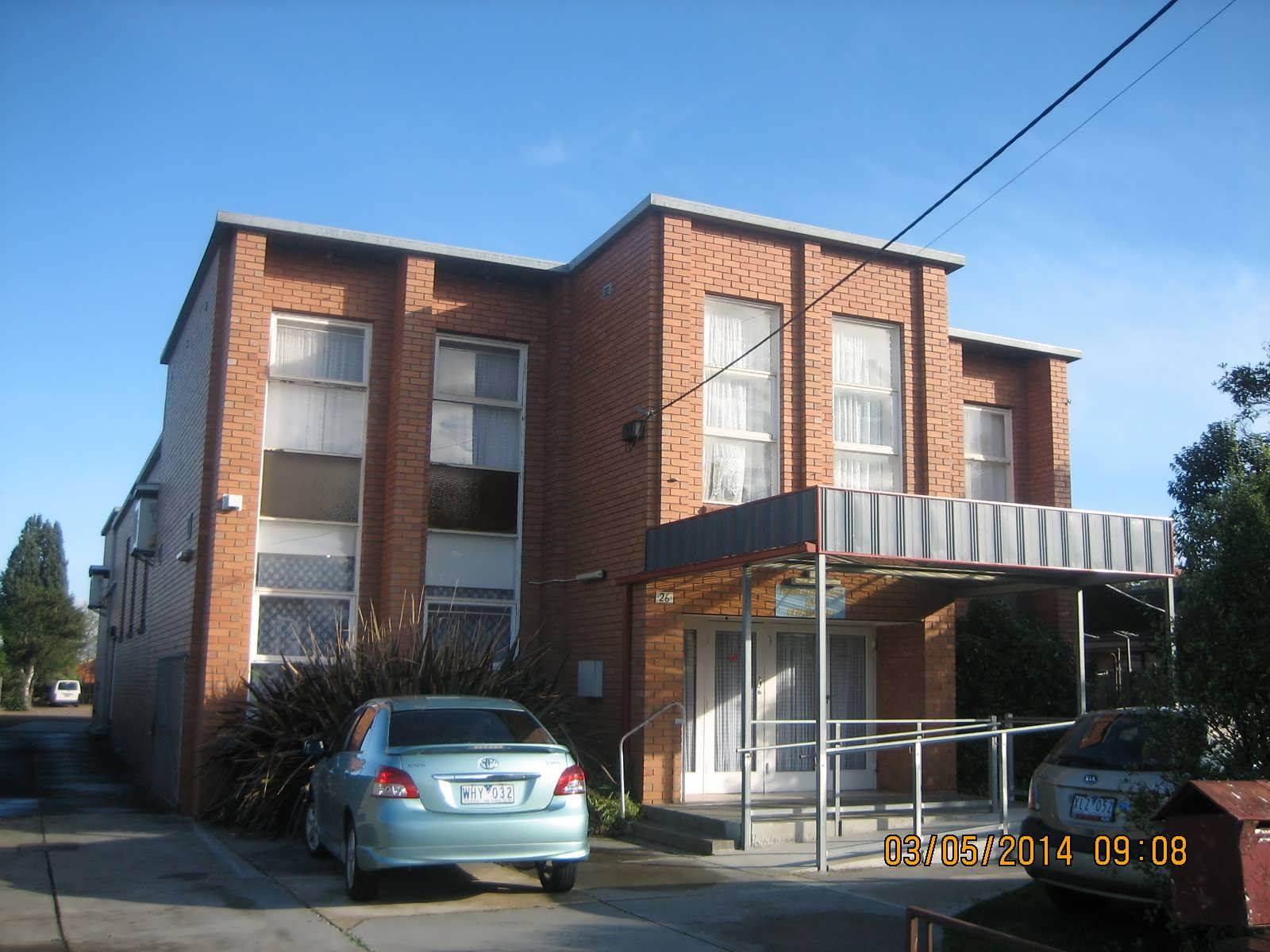
Школа ім. Лесі Українки в Нобл Парку, Мельбурн, Вікторія

1. Українська школа ім. Митрополита Андрея Шептицького, (суботня)[3]
2. Українська школа ім. Лесі Українки, (Мельбурн, суботня)[4]
3. Українська школа ім. св. Андрія, (Лідкомб, суботня)[5]
4. Українська центральна школа ім. кн. Ольги, (Сідней, суботня)[6]
5. Нова Українська Школа, (Сідней, суботня)[7]
6. Українська школа ім. Тараса Шевченка та Івана Франка, (Джилонг, Вікторія)[8]
7. Українська школа УГПА, (Гіндмарш[en], Південна Австралія)[8].
8. Українська школа ім. Івана Франка, (Аделаїда)[8].
9. Українська школа ім. св. Андрія, (Лідкомб, суботня)[8].
10. Центральна школа ім. княгині Ольги, (Лідкомб, суботня).
11. Українська школа ім. Тараса Шевченка, (Перт, суботня).
12. Суботня школа Української Громади, (Аделаїда).
13. Державна школа мов, (Стретфілд, Новий Південний Уельс)

## Австрія
1. Кафедра українознавства Інституту славістики. Віденський університет.
2. FREE PEOPLE School у Відні, полілінгвальна школа з бордингом (Відень)[9][10][11]
3. Українська школа «Ерудит» у Відні (Відень)[12][13]
4. Українська Суботня Школа у Відні, (Відень)[14][15][16]

## Азербайджан
1. Факультет міжнародних відносин та Факультет перекладу Бакинського слов'янського університету.
2. Українська недільна школа (Баку).

## Аргентина
1. Центральне представництво українського шкільництва в Аргентині, (Буенос-Айрес)[17].
2. Суботня школа при Українському культурному товаристві «Просвіта», (Буенос-Айрес)[17].
3. Суботня школа при Українському культурному товаристві «Просвіта», (Авельянеда, Буенос-Айрес)[17].
4. Суботня школа при Українському культурному товаристві «Просвіта», (Беразатеґі, Буенос-Айрес)[17].
5. Суботня школа при Українському культурному товаристві «Просвіта», (Беріссо, Буенос-Айрес)[17].
6. Суботня школа при Українському культурному товаристві «Просвіта», (Вілла-Аделіна, Буенос-Айрес)[17].
7. Суботня школа при Українському культурному товаристві «Просвіта», (Ланус, Буенос-Айрес)[17].
8. Суботня школа при Українському культурному товаристві «Просвіта», (Вільде, Буенос-Айрес)[17].
9. Суботня школа при Українському культурному товаристві «Відродження», (Буенос-Айрес)[17].
10. Суботня школа при Українському культурному товаристві «Відродження», (Авельянеда, Буенос-Айрес)[17].
11. Суботня школа при Українському культурному товаристві «27-го серпня», Посадас, провінція Місьйонес
12. Суботня школа при УГКЦ «Santa María del Patrocinio», (Буенос-Айрес)[17].
13. Українська суботня школа при УГКЦ, (Саранді, Буенос-Айрес)[17].

## Білорусь
1. Слов'янська (українська) філологія, Білоруський державний університет, (Мінськ)[18].
2. Відділення україністики філологічного факультету, Берестейський державний університет імені Олександра Пушкіна, (Берестя).

## Бельгія
1. Українська суботня школа при Українській асоціації «Барвінок», (Антверпен)[19].
2. Українська суботня школа при парафії УГКЦ Св. Рівноапостольного великого князя Володимира, (Брюссель).
3. Українська суботня школа ім. Князя Ярослава Мудрого, (Брюссель)[19].
4. Українська суботня школа, (Арлон)[19].
5. Українська Школа при Українському Культурному Центрі, (Рокур, Льєж)[19].

1. Освітній проєкт "Українська школа в ЄС" в містах Софія та Варна[20] [21]

## Бразилія
1. Парафіяльна суботня школа Покрова Матері Божої, (Прудентополіс)[22]
2. Суботня школа імені Лесі Українки, (Куритиба)[22]
3. Суботня школа при Українському клубі «Полтава», (Куритиба)[22]
4. Суботня школа при фольклорній групі «Калина», (Уніао-да-Віторія).
5. Суботня школа при церкві Св. Архангела Михаїла, (Нова-Галичина, Прудентополіс).
6. Суботня школа при церкві Пресвятої Родини, (Лінья-Ґварапуава, Прудентополіс).
7. Суботня школа при церкві Пресвятої Тройці, (Лінья-Сан-Жуан, Прудентополіс).
8. Українська школа при церкві Гошівської Матері Божої, (Понте-Нова, Прудентополіс)[22]
9. Українська школа при церкві Св. Димитрія, (Барра-Вермелья, Прудентополіс)[22]
10. Коледж ім. Афонсо Алвес-де-Камарґо, (Ріо-Азул[pt] ,українська мова факультативно).
11. Школа ім. Єпископа Жозе Мартинця, (Прудентополіс, українська мова факультативно).
12. Школа ім. Префекта Антоніо Вітшемішен, (Прудентополіс, українська мова факультативно).
13. Школа «Крісто-рей», (Барра-Боніта, Прудентополіс, українська мова факультативно).
14. Інститут Святої Ольги, (Прудентополіс, школа-інтернат для дівчат, українська мова вивчається як предмет).
15. Коледж ім. Сао-Жозе, (Прудентополіс).
16. Школа ім. Матері Анатолії, (Куритиба, українська мова вивчається як предмет)[23][24][25][26].
17. Семінарія отців Васильян, (Куритиба).
18. Інститут катехиток Згромадження Святого Серця Ісусового, (Прудентополіс).
19. Духовна семінарія отців Васильян, (Іваї, Парана).

## Велика Британія
1. Школа слов'янських та східноєвропейських наук, Університетський коледж Лондона.
2. Річний курс української мови для початківців при Кембріджському університеті.
3. Школа українознавства ім. Тараса Шевченка, (Бредфорд, суботня)[27]
4. Школа українознавства ім. Пречистої Діви Марії, (Лондон, суботня)[28]
5. Українська суботня школа, (Вулвергемптон)[29]
6. Українська суботня школа, (Рочдейл)[29]
7. Школа Українознавства ім. Тараса Шевченка, (Манчестер, суботня)[30]
8. Українська школа «Українське коло», (Лондон, суботня)[31]
9. Українська суботня школа, (Ковентрі).
10. Українська суботня школа, (Лейстер).
11. Українська суботня школа, (Ноттінгем).
12. Українська суботня школа, (Чесант).

## Вірменія
1. Єреванська філія Тернопільського національного економічного університету (українська мова, ділова українська мова)).
2. Єреванський державний університет, викладається предмет українська мова та література.
3. Українська недільна школа, (Єреван).

## Греція
1. Українська недільна школа «Трембіта» (Атени)[32].
2. Українська школа при Культурно-освітньому центрі «Берегиня», (Атени).
3. Українська недільна школа при товаристві «Українсько-Грецька Думка», (Атени).

## Грузія
1. Інститут україністики при Тбіліському державному університеті ім. І. Джавахішвілі, (Тбілісі).
2. Відділення української мови та літератури, Кафедра слов'янських мов Сухумського державного університету, (Тбілісі).
3. Тбіліська публічна школа № 41 ім. Михайла Грушевського, (Тбілісі).
4. Українська недільна культурно-просвітницька школа ім. І. Котляревського, (Батумі).
5. Українська недільна школа ім. Т. Г. Шевченка, (Поті).
6. Українська недільна школа, (Боржомі).

## Данія
1. Українська суботня школа «Родовід», (Копенгаген).

## Естонія
1. Центр мов при філософському факультеті, Тартуського університету.
2. Українська суботня школа «Калина», (Валга)[33]
3. Тапаська українська недільна школа при Асоціації Українських Організацій в Естонії[33]
4. Українська недільна школа «Надія» при Асоціації Українських Організацій в Естонії[33]
5. Українська недільна школа ім. Л. Українки при Українському товаристві «Промінь», (Тарту).
6. Українська недільна школа «Водограй» при Асоціації Українських Організацій в Естонії[33][34].
7. Українська недільна школа «Лабора», Конгрес українців Естонії, (Таллін)[35].
8. Клас з факультативного вивчення української мови у загальноосвітній школі м. Сілламяе.
9. Клас з факультативного вивчення української мови та літератури у «Mustjõe Gümnnaasium», (Таллінн).[36]
10. Українська недільна школа при Українському товаристві «Смерічка», (Ойзу, Ярвамаа)[35].
11. Українська недільна школа при Українському земляцтві «Барвінок», (Раквере)[35].
12. Українська недільна школа, (Валга)[35].
13. Ляяне-Вірумааська українську недільну школу ім. Т. Г. Шевченка, при Творчому об'єднанні «Койт» (Тапа)[35].
14. Українська недільна школа при Українському культурно-просвітницькому об'єднанні «Стожари», (Маарду)[35].
15. Українська недільна школа «Злагода», (Нарва)[35].

## Іран
1. Школа вихідного дня при «Осередку української громадськості», (Тегеран).

## Ірландія
1. Недільний клас, (Лімерик).
2. Українська суботня школа «Рідна Школа», (Дублін).

## Іспанія
Українська діаспора в Іспанії має розвинену мережу суботніх шкіл. Станом на 2015 рік, в Мадриді та околицях існує не менше 6 українських шкіл, де навчаються близько 1000 дітей.
1. Українська суботня християнська школа «Світанок», (Алькала-де-Енарес, Мадрид)[37].
2. Українська суботня школа «Наше майбутнє», (Мадрид).
3. Українська школа «Рідний край», (Мадрид)[37].
4. Школа «Наші діти», (Мадрид)[37].
5. Українська суботня школа «Доброї вісті», (Мадрид)[37].
6. Українська суботня школа «Мрія», (Барселона)[37].
7. Українська суботня школа «Нове Покоління», (Барселона)[37].
8. Українська суботня школа iм. Тараса Шевченка, (Барселона)[37].
9. Українська суботня школа «Лідер», (Мурсія)[37].
10. Українська суботня школа «Рідна мова», (Торрев'єха)[37].
11. Українська суботня школа ім. Святого Миколая, (Мурсія)[37][38].
12. Українська суботня школа «(Спілка - Моя Україна)[37].», (Мадрид c/Fernando Ortiz 2, 28041) (Мадрид)[37].

## Італія
1. Секція славістики та студій Центрально-Східної Європи, Римський університет ла Сап'єнца (професорка Оксана Пахльовська).
2. Секція славістичних та угро-фінських студій, Міланський університет.
3. Курс україністики, Венеціанський університет «Ка' Фоскарі»[it].
4. Українська суботня школа «Престиж», (Рим)[39].
5. Українська недільна школа при громаді УГКЦ, (Мілан)[40].
6. Українська недільна школа, (Неаполь)[40].
7. Українська початкова недільна школа, (Неаполь)[41].
8. Українська недільна школа, (Рим)[40].
9. Українська суботня школа, (Салò)[42].
10. Українська недільна школа «Квіти України» (Бергамо)[42].
11. Українська недільна школа при культурно-просвітницькій асоціації «Надія», (Брешія).
12. Українська недільна школа при «Асоціації українських жінок в Італії», (Неаполь)[40].
13. Українська суботня школа «Святого Марка», (Местре, Венеція)[41].
14. Дитяча школа «Академія мистецтв», (Местре, Венеція)[41].
15. Український дитячий садок та група підготовки до школи «Веселка» (Рим)[41].
16. Українська школа при асоціації «Берегиня» (Поццуолі)[41].
17. Українська школа при асоціації «Берегиня» (Кастель-Вольтурно)[41].
18. Українська школа при асоціації «Союз українок в Італії» (Джульяно-ін-Кампанія)[41].
19. Українська школа, (Рієті)[41][42].
20. Суботня українська школа, (Падова)[41].
21. Суботньо-недільна українська школа «Золотоуст» (Казерта)[41][42].
22. Українська недільна школа, (Перуджа)[41].
23. Школа імені Сухомлинського, (Болонія)[41].
24. Школа святих Кирила та Методія, (Борґоманеро, Новара)[41][42].
25. Українська суботньо-недільна школа «Пресвята родина», (Помпеї)[41][42].
26. Українська недільна школа при громаді УГКЦ Покрови Пресвятої Богородиці, (Терні)[41][42].
27. Центр вивчення рідної мови «Зернятко», (Брешія)[41][42].
28. Українська школа, (Флоренція)[41].
29. Українська суботня школа «Пролісок», (Нола)[41].
30. Школа української мови та культури «Корені», (Авелліно)[41].
31. Українська недільна школа ім. Святих Володимира та Ольги, (Салерно).

## Казахстан
1. Українська школа-комплекс № 47 (Астана).
2. Українське відділення при школі національного відродження (Павлодар).
3. Недільна школа при Актюбінському національно-культурному центрі «Оксана» (Актобе).
4. Недільна школа при Алматинському національно-культурному центрі «Просвіта Жетісу» (с.Отеген-батира, Ілійський район, Алматинська область)
5. Недільна школа при Карагандинському товаристві української мови «Рідне слово» (Караганда).
6. Недільна школа при Українському національно-культурному центрі Костанайської області (Костанай).
7. Недільна школа при Петропавлівському культурному центрі (Петропавловськ).
8. Недільна школа при Усть-Каменогорському національно-культурному центрі (Усть-Каменогорськ).
9. Недільна школа при Семипалатинському товаристві української культури (Семей).
10. Недільна школа при громадському об'єднанні Громада українців «Оберіг» (Астана).
11. Недільна школа при товаристві «Ватра» (Астана).

## Канада
1. Канадський інститут українських студій при Альбертському університеті в Едмонтоні.
2. Кафедра українських студій Оттавського університету.
3. Кафедра сучасних мов та культурознавства Університет Альберти.
4. Прерійський центр досліджень української спадщини при Університеті Саскачевану.
5. Центр Українсько-Канадських студій при Манітобському університеті[43].
6. Відділення Канадського інституту українських студій, Університет Торонто.
7. Український центр засобів та розвитку при коледжі Гранта Мак Евана[44].
8. Інститут Св. Петра Могили, (Саскатун).
9. Українські двомовні школи в Альберті.
10. Рідна Школа і Курси Українознавства Філії УНО Торонто-Захід, (суботня)[45][46]
11. Школа Української Спадщини імені Юрія Липи, (суботня)[46][47]
12. Українська суботня школа Св. Володимира, (Торонто).
13. Українська суботня школа Св. Петра і Павла, (Скарборо).
14. Школа ім. Ральфа Брауна, (Вінніпег).
15. Українська суботня школа імені Григорія Сковороди, (Торонто)[48].
16. Школа св. Димитрія (Торонто, двомовна)[49][50].
17. Українська суботня школа імені Івана Франка, (Міссісога, Онтаріо).
18. Українська суботня школа Св. Софії, (Міссісога, Онтаріо).
19. Школа Св. Софії, (Міссісога, Онтаріо, денна).[50][51]
20. Українська суботня школа імені Лесі Українки, (Оттава)[52].
21. Українська школа в Оттаві, (приватна суботня школа)[53].
22. Українська суботня школа імені Івана Франка, (Оттава).
23. Українська суботня «Кооперативна Школа імені Лесі Українки», (Оттава).
24. Українська суботня школа Св. Пророка Іллі, (Брамптон, Онтаріо).
25. Українська суботня школа при церкві Св. Марії, (Берлінґтон, Онтаріо).
26. Українська суботня школа імені Івана Франка, (Берлінґтон, Онтаріо).
27. Католицька початкова школа Святого Духа, (Гамільтон, Онтаріо).
28. Українська суботня «Рідна Школа імені Василя Сарчука», (Гамільтон, Онтаріо).
29. Українська суботня «Рідна Школа імені Тараса Шевченка при СУМ», (Гамільтон, Онтаріо).
30. Курси української мови, (Орлеан, Онтаріо).
31. Курси українознавства, (Оттава).
32. Курси української мови для дорослих, (Оттава).
33. Українська суботня «Рідна Школа імені Івана Котляревського», (Сент-Кетерінс, Онтаріо).
34. Українська суботня «Рідна Школа при УНО», (Садбері, Онтаріо).
35. Суботня «Школа Української Спадщини», (Садбері, Онтаріо).
36. Українська суботня «Рідна Школа Св. Покрови», (Садбері, Онтаріо).
37. Українська суботня «Школа Пресвятого Серця», (Тандер-Бей, Онтаріо).
38. Українська суботня «Рідна Школа Св. Володимира і Ольги», (Віндзор, Онтаріо).
39. Українська суботня школа Св. Дмитрія, (Етобіко, Онтаріо).
40. Українська суботня школа імені Патріарха Йосипа Сліпого, (Етобіко, Онтаріо).
41. Українська суботня школа імені Цьопи Паліїв, (Етобіко, Онтаріо).
42. Українська суботня школа Св. Миколая, (Етобіко, Онтаріо).
43. Українська суботня школа імені Лесі Українки, (Етобіко, Онтаріо).
44. Українська суботня школа імені Григорія Сковороди, (Етобіко, Онтаріо).
45. Українська суботня школа імені Івана Франка, (Етобіко, Онтаріо)[54].
46. Українська суботня школа Св. Йосафата, (Торонто)[55].
47. Школа ім. Патріярха Йосифа Сліпого, (Торонто, денна, викладання частини предметів українською).][50][56]
48. Українська школа Тараса Шевченка, (Ванкувер, по понеділках)[57][58].
49. Українська суботня школа, (Ванкувер).
50. Українська суботня школа ім. Митрополита А. Шептицького, (Монреаль)[59].
51. Українська суботня школа ім. митрополита Іларіона, (Монреаль).
52. Середня школа Східного Селкірка, (Селкірк, Манітоба, викладання частини предметів українською)[60][61].
53. Українська двомовна школа ім. Сміта-Джексона, (Дофін, Манітоба, викладання частини предметів українською)[61]
54. Середня школа ім. Маккензі, (Дофін, Манітоба, викладання частини предметів українською)[61]
55. Середня школа «Happy Though», (Селкірк, Манітоба, викладання частини предметів українською)[61]
56. Початкова школа «Oak Bank Elementary School», (Окбанк, Манітоба, викладання частини предметів українською)[61]
57. Українська двомовна школа ім. Єпископ Філевич, (Саскачеван)
58. Початкова школа «H.C. Avery Middle School», (Вінніпег).

## Латвія
1. Лієпайська недільна школа «Незабудка»[62]
2. Ризька Українська середня школа, (Рига)[63] (фінансується з державного бюджету, навчання ведеться двома мовами — у співвідношенні 60 % латиською та 40 % українською)[64]

## Литва
Згідно з чинним законодавством Литовської Республіки, українці можуть вивчати рідну мову на факультативах або недільних школах. Зараз в Литві існує 3 недільні школи (у Вільнюсі, Вісагінасі та Клайпеді), також факультативний курс української мови при Вільнюському університеті.
1. Український клас на базі «Рідної школи» при Центрі національних культур (Вісаґінас)
2. Український клас на базі литовської СШ «Сантарвєс» (Йонава).
3. Українська недільна школа (Клайпеда).

## Молдова
На території Республіки Молдова діють 52 заклади освіти, де вивчається українська мова.
| № | Назва закладу                                                              | Населений пункт             | Кількість        | Українська навчаються/вивчається         |
| - | -------------------------------------------------------------------------- | --------------------------- | ---------------- | ---------------------------------------- |
| 1 | Теоретичний ліцей ім. М. Коцюбинського                                     | Унгри, Окницький район      | 219 учн.         | Навчання українською та румунською мовою |
| 2 | Теоретичний ліцей ім. К. Поповича                                          | Нігорень, Ришканський район | 146 учн.         | Навчання українською та російською мовою |
| 3 | Бендерська гімназія № 3 ім. І. П. Котляревського                           | м. Бендери, Придністров'я   | 12 кл., 242 учн. | Навчання українською мовою               |
| 4 | Українська середня школа з ліцейськими класами» № 1                        | м. Рибниця, Придністров'я   | 15 кл., 277 учн. | Навчання українською мовою               |
| 5 | Державний освітній заклад «Республіканський український теоретичний ліцей» | м. Тирасполь, Придністров'я | 13 кл., 265 учн. | Навчання українською мовою               |
| 6 | Муніципальний освітній заклад «Російсько-українська середня школа № 1»     | м. Тирасполь, Придністров'я | 9 кл., 100 учн.  | Навчання українською та російською мовою |
| 7 | Муніципальний освітній заклад «Середня школа № 2»                          | м. Кам'янка, Придністров'я  | 5 кл., 38 учн.   | Навчання українською мовою               |
| 8 | Муніципальний освітній заклад «Окницька загальноосвітня основна школа»     | с. Окниця, Придністров'я    | 7 кл., 48 учн.   | Навчання українською мовою               |
| 9 | Муніципальний освітній заклад «Середня школа № 4»                          | м. Дубоссари, Придністров'я | 1 кл., 6 учн.    | Навчання українською мовою               |

## Норвегія
1. Українська школа «Кобзар» в Норвегії (суботня) при ГО «Українська громада в Норвегії» з 2004 року.
2. Українська школа "Кобзар" у м. Драммен (суботня) при ГО "Українська громада в Норвегії", з 2020 року.
3. Українська школа "Кобзар" у коммуні Сунндал (суботня) при ГО "Українська громада в Норвегії", з 2023 року.
4. Українська суботня школа «Еллісів», (Осло), при Українському культурно-освітньому Центрі в Норвегії

## Нідерланди
1. Українська Школа, (Роттердам, недільна).[67]

## Німеччина
1. Шкільне товариство «Українська Суботня Школа м. Мюнхен», (Мюнхен)[68]
2. Українська суботня школа «Намисто», (Лейпциг)[69]
3. Українська школа при парафії Святого Володимира, «Ганновер»[69]
4. «Наша Школа», (Гайдельберг).
5. Суботня школа при парафії Св. Миколая, (Бамберг)[69]
6. Українська суботня школа, (Майнц)[69]
7. Школа при парафії Святого. Архистратига Михаїла, (Дрезден)[69]
8. Українська суботня школа «Країна знань», (Гамбург).
9. Українська суботня школа «Рідного слова», (Берлін).
10. Українська суботня школа «Материнка», (Берлін).
11. Українська школа при парафії Св. Миколая, (Берлін).
12. Українська школа при парафії Христа Царя, (Дюссельдорф).
13. Українська школа при парафії Св. Йосафата, (Фрайбург).
14. Українська школа при Німецько—Українському Товаристві, (Фрайбург).
15. Українська школа, (Тюбінген).
16. Українська школа при парафії Успення Пресвятої Богородиці, (Новий Ульм).
17. Українська суботня школа «Сонце в долонях» при Українському товаристві, (Франкфурт-на-Майні).
18. Українська суботня школа при Спілці українців Аугсбург, (Аугсбург).
19. Українська суботня школа Deinweg (Твій шлях), (Нюрнберг) при Українському просвітницько-культурному об'єднанні.[69]
20. Українська школа від Ukrainischer Kultur- und Bildungsverein Stadt Fellbach (Фелльбах) https://www.instagram.com/ukr.verein.fellbach_?igsh=d2FldjZyNTc4ZWZh

## Об'єднані Арабські Емірати
1. Українська громадська рідна школа в Абу-Дабі (Абу-Дабі)[70]
2. Українська школа в ОАЕ «Софія» (Дубай)[71]
3. Українська школа в Абу Дабі «Дивосвіт» (Абу-Дабі)[46]

## Польща
1. Кафедра української мови та літератури у Познаньському Університеті.
2. Кафедра україністики Інституту слов'янської філології Вроцлавського університету.
3. Кафедра українознавства Факультету міжнародних та політичних відносин Ягеллонського університету.
4. Кафедра україністики Інституту східнослов'янської філології Ягеллонського університету.
5. Гімназія № 2 ім. Т. Шевченка, Школа-ліцей імені Тараса Шевченка та Початкова Школа № 2 ім. Т. Шевченка, (Білий Бір)[72][73].
6. Гімназія № 3 ім. Лесі Українки, Школа-ліцей ім. Лесі Українки та Початкова школа № 3 ім. Лесі Українки з українською мовою навчання[74], (Гурово-Ілавецьке).
7. Комплекс середніх шкіл № 4 ім. Богдана Ігора Антонича, (Легниця, вивчається українська мова)[75]
8. Комплекс загальноосвітніх шкіл № 2 ім. Маркіяна Шашкевича, (Перемишль, вивчається українська мова)[76]
9. Початкова школа № 8 ім. Лесі Українки з українською мовою навчання, (Бартошице, декларується, що мова навчання є українською)[77]
10. Українська суботня школа ім. проф. Михайла Лесіва у Любліні[78]
11. Міжшкільний пункт навчання української мови, (суботня школа, Варшава)[79]
12. Пункт навчання української мови, (суботня школа, Зелена Гура)[72].
13. Пункт навчання української мови, (суботня школа, Новоґруд-Бобжанський)[72].
14. Пункт навчання української мови, (суботня школа, Шпротава)[72].
15. Пункт навчання української мови, (суботня школа, Межиріччя)[72].
16. Пункт навчання української мови, (суботня школа, Ґожув-Велькопольський)[72].
17. Пункт навчання української мови, (суботня школа, Стжельце-Краєнське)[72].
18. Пункт навчання української мови, (суботня школа, Бледзев)[72].

## Португалія
1. Українська суботня школа «Дивосвіт» (Лісабон, Спілка Українців у Португалії)[80][81].
2. Суботня школа «Відродження», (Фатіма)[80][81].
3. Суботня школа «Джерело», (Торреш-Ведраш)[80][81].
4. Українська суботня школа «Веселка», (Сантарен, Спілка Українців у Португалії)[80].
5. Українська суботня школа «Калина», (Порту)[80][81].
6. Українська суботня школа «Оберіг», (Сао-Жоао-де-Ешторіл[pt], Ешторіл)[80][81][82].
7. Українська суботня школа «Світлиця», (Касен)[80][81].
8. Українська суботня школа «Собор» відділення «Рідний дім», (Помбал)[80].
9. Українська суботня школа «Соняшник», (Аґеда, Спілка Українців у Португалії)[80].
10. Українська суботня школа, (Брага, Спілка Українців у Португалії)[80][83].
11. Українська суботня школа, (Портімао)[80].
12. Український дитячий клуб «Сонечко», (Лейрія, Спілка Українців у Португалії)[80].
13. Українсько-португальський освітньо-культурний центр «Школа ім. Т.Шевченка», (Фару)[80].
14. Українська суботня школа, «Барвінок» (Каштанейра-де-Пера)[80][81].
15. Українська суботня школа «Родина» (Лісабон)[81].
16. Суботня школа (Калдаш-да-Раїнья)[83].
17. Недільна школа при Асоціації допомоги іммігрантам «São Bernardo»[83].

## Російська Федерація
За даними голови Всесвітньої української координаційної ради Михайла Ратушного, у Москві, де проживає найбільша кількість українців — понад 200 тисяч, — при Національному культурному центрі України діє недільна школа імені Павла Поповича, яку відвідують близько 30 дітей.
Українська мова як предмет вивчається у кількох школах в Уфі, Воркуті, Краснодарі, Мурманську та Пензі.
Загалом три недільні українські школи функціонують на території республіки Башкортостан. За іншими даними — в Башкортостані є шість освітніх установ, де вивчають предмети українознавчого циклу (три недільні школи, а також три загальноосвітні сільські школи, в тому числі комплекс «Дитячий садок — школа»).
1. Муніципальний бюджетний освітній заклад додаткової освіти дітей «Українська національна недільна школа ім. Т. Г. Шевченка», (Уфа)[86]

## Румунія
В окремих румунських школах у регіонах компактного проживання українців, українська мова і література викладається як предмет. Відповідними положеннями Протоколу про співробітництво у сфері освіти між Міністерством освіти і науки України та Міністерством виховання досліджень та молоді Румунії на 2008/2009, 2009/2010 та 2010/2011 навчальні роки, румунська сторона зобов'язалася відновити український ліцей у м. Сирет повіту Сучава.
1. Українська секція в рамках філологічного факультету Бухарестського університету[87].
2. Українська секція в рамках філологічного факультету Клузькського університету[87].
3. Українська секція в рамках філологічного факультету Сучавського університету[87].
4. Українській ліцей ім. Т. Г. Шевченка з українською мовою викладання, (Сигіт).
5. Освітній проєкт "Українська школа в ЄС" у Бухаресті, Констанці та Брашові[88][89][90]

## Сінгапур
1. Недільний гурток «Коло друзів». Навчаються діти від 2 до 14 років.

## Словаччина
1. Філософський факультет Університету Павла Йосифа Шафаріка (Кошиці), кафедра словакістики, філології та комунікації: вивчення української мови та літератури в комбінації 2 години на тиждень як вибраний предмет.[91].
2. Філософський факультет Університету імені Коменського (Братислава), кафедра русистики та східно-європейських студій: вивчення української мови 2 години на тиждень на рівні A1 (загалом 28 годин за курс).[92].
3. Основна школа с. Орябина, округ Стара Любовня, 258, з дитячим садочком, директор Йозеф Ковалчик, 9 класів, 25 учнів.
4. Основна школа с. Удол, округ Стара Любовня, 55, з дитячим садочком, директор Валентина Мінчик, 4 класи, 8 учнів.
5. Основна школа с. Хмельова, округ Бардіїв, 9 кл., 56 учн.
6. Основна школа с. Нижня Полянка, округ Бардіїв, 9 кл., 77 учн.
7. Основна школа с. Руська Поруба, округ Гуменне 9 кл., 41 учн.
8. Основна школа с. Габура, округ Меджилабірці, 9 кл., 34 учн.
9. Основна школа с. Вирава, округ Меджилабірці, 9 кл., 35 учн.
10. Основна школа с. Збой, округ Снина, 4 кл., 22 учн.
11. Основна школа с. Убля, округ Снина, 4 кл., 40 учн.
12. Основна школа с. Шариське Чорне, округ Бардіїв, 4 кл., 10 учн.
13. Основна школа с. Улич, округ Снина, 9 кл., 59 учн.
14. Основна школа м. Гуменне, 9 кл., 108 учн.
15. З'єднана школа (початкова школа та гімназія ім. Т. Г. Шевченка), Пряшів, вул. Сладковичова, 4, 13 класів, 240 учнів.
16. Українська закордонна школа Освітній проект Київський ліцей Green Apple м. Братислава

## США
1. Українська суботня школа, (Міннеаполіс)[93]
2. Українська суботня школа, (Лос-Анжелес, Каліфорнія)[93]
3. Рідна школа ім. Лесі Українки, (Округ Моріс, суботня)[94]
4. Рідна Школа, (Баффало, суботня)[95]
5. Рідна Школа (Бостон, Массачусетс, суботня)[96]
6. Школа Українознавства в Детройті (суботня)[97]
7. Школа Українознавства Об'єднання Українців Америки, (Нью-Йорк, суботня)[98]
8. Школа Українознавства ім. Лесі Українки, (Сірак'юс, штат Нью-Йорк, суботня)
9. Школа українознавства імені Тараса Шевченка, (Парма, Огайо)[99].
10. Школа Українознавства ім. Тараса Шевченка, (Вашингтон, Округ Колумбія, суботня)[100]
11. Школа Українознавства ім. В. Стуса в Чикаго, (Чикаго, Іллінойс) [101]

## Туреччина
1. Міжнародний ліцей ім. Шевченка, (Стамбул)[102].
2. Українська суботня /недільна школа (Анталья)

## Угорщина
1. Недільна школа при Товаристві української культури в Угорщині, (Будапешт)[103]
2. Українська недільна школа, (Ньїредьгаза)[104]
3. Угорсько-Українська Школа, Засновник: Дім Українських Традицій фейсбук сторінка школи, (Будапешт)

## Франція
1. Українська школа мистецтв, (Париж).
2. Українська школа Св. Володимира Великого, (Париж).
3. Українська недільна школа, (Мец).

## Чехія
1. Українська гімназія, (Прага)[105].
2. Українська суботня школа «Ерудит» (Прага)[106][107].
3. Українська суботня школа «Свобода» (Прага)[108].
4. Український культурно-освітній центр «Крок» (Прага)[109][110]

## Швейцарія
1. Українська школа «Мрія» у Швейцарії (Цюрих)

## Японія
1. Українська недільна школа «Джерельце» (Токіо)[111][112]